# دل خوش سیری چند
دل خوش سیری چند نام سریال ایرانی به کارگردانی مجید جوانمرد، تهیه‌کنندگی حسن اکلیلی و محصول سال ۱۳۸۵ تا ۸۷ است. نخستین قسمت این سریال ۱۶ قسمتی برای اولین بار در روز ۱۷ فروردین ۱۳۸۷ ساعت ۲۳ از شبکه پنج صدا و سیمای ایران پخش شد.

## خلاصه داستان
در خلاصه داستان سریال آمده‌است:

«محور داستان حول یک آپارتمان چند طبقه می‌گذرد که در ایام عید خالی می‌ماند و پسر صاحبخانه تصمیم می‌گیرد، در ایام نوروز مسافران نوروزی اصفهان را دراین مکان اسکان دهد. وی به همراه دوستانش قصد دارند با درآمد و پس انداز اجاره این آپارتمان مخارج درمان بیماری یک زن را فراهم کنند که در این راه موقعیتهای طنزی نیز پیش می‌آید.»

## بازیگران
- حسن اکلیلی
- پوراندخت مهیمن
- فروزان کربلایی
- مرتضی کیوانداریان
- سیف‌الله نامداری
- فاضل پارسا
- امین غلامپور
- احسان اکلیلی
- فرید ذوفن
- فاطمه زارعی
- نسیم سلیمی
- طاهره کرمانشاهی
- مانا بهرامی
- شهریار دخانی
- مهرناز عبدالحسین زاده
- معصومه موسوی

## عوامل تولید
از دیگر عواملی که در تولید این سریال همکاری کرده‌اند، عبارتند از:
- نویسنده: حسن مشکلاتی
- مدیر تصویربرداری: ابوالفضل کرباسی
- آهنگساز: محمدمهدی گورنگی
- صدابردار: حسین حجازی
- مدیر تولید: حسین خواجویی
- دستیار کارگردان و برنامه‌ریز: ایرج رضایی